# Парова людина прерій
«Парова людина прерій» (англ. The Steam Man of the Prairies) — науково-фантастичний бульварний роман англійського письменника-фантаста Едварда Елліса. Це один з перших прикладів так званого жанру «едісонади». Елліс був плідним автором XIX століття, найвідоміший як історик та біограф, а також як автор ранніх героїчних казок про фронтир у стилі Джеймса Фенімора Купера. Натхненням для цього роману міг слугувати паровий винахід Задока Дедеріка. Оригінальний роман перевидавався 6 разів, з 1868 по 1904 рік. Копія першої друкарської версії 1868 року з її обкладинкою належить Музею і бібліотеці Розенбаха в Філадельфії.

## Сюжет
Роман починається з того, що золотошукачі Ітан Гопкінс («Янкі») та Міккі МакСвіззл («Ірландець») зустрічають в американських преріях величезну, людиноподібну парову машину. Її побудував підліток-сирота Джонні Брейнерд, який мандрує по Дикому Заходу у візку, який везе парова людина. Його батько був інженером і навчив хлопчика майструвати перед тим, як загинув через вибух парового котла. Джонні низькорослий і горбатий, але напрочуд кмітливий. Одного разу він спитав у матері поради куди застосувати свій розум. Вона подала синові ідею, що досі ніхто не змайстрував парову людину.
Джонні запрошує Ітана й Міккі покататися на візку. Вони швидко переконуються в швидкості і надійності парової людини, а також у передбачливості хлопчика. Джонні подбав про запав вугілля на два дні та розкладний навіс для захисту від дощу.
Далі читачі дізнаються попередні пригоди Ітана з Міккі та як вони опинилися самі в преріях без припасів і транспорту. Коли обоє плили річкою, котел пароплава вибухнув. Ітан і Міккі вибралися на берег далеко від інших пасажирів.
Завдяки Джонні горе-золотошукачі дістають до околиць міста Сент-Луїс, де зустрічають свого знайомого, трапера «Бритого» Бікнелла. Вони вирішують продовжити з ним пошуки золота. Але внаслідок нападу індіанців, коли Бікнелл був відсутній, Ітан з Міккі втратили коней і всі свої пожитки.
Джонні боїться, що його винахід приверне надмірну увагу і стане просто розвагою. Тому хлопчик вирішує далі подорожувати преріями. Ітан, Міккі та Бікнелл повертаються до пошуків золота. Парова людина відлякує індіанців і допомагає полювати на бізонів. Джонні застрелює ведмедя, але він надто важкий, щоб забрати всю тушу як трофей.
Коли парова людина стоїть незаправлена вугіллям, до хлопчика наближаються індіанці. Йому вдається потай розпалити котел і втекти на візку до табору золотошукачів у Вовчому яру. Але табір виявляється порожній. Потім він зустрічає ще одного мисливця, Даффа Макінтоша, й вирішує заручитися його допомогою. Поява парової людині змушує індіанців відступити від печери, в якій сховалися золотошукачі.
Через зливу ґрунт стає надто вогким для переміщення парової людини. Потім в нього закінчується вода і починається надто нерівна місцевість. Джонні визнає недоліки конструкції парової людини, що не може йти назад або під сильним нахилом. Роздумуючи як удосконалити свій винахід, Джонні засинає і не помічає як гасне багаття. Табір оточують індіанці та будують з каміння барикаду, яку парова людина не може подолати.
Джонні розуміє, що єдиний спосіб урятуватися — це знищити парову людину. Хлопчик таранить її об барикаду і парова людина вибухає, вбивши індіанців. Золотошукачі повертаються в Сент-Луїс, де продають добуте золото.
Ітан та Міккі одружуються зі своїми нареченими, а Бікнелл продовжує шукати пригоди в преріях. Джонні витрачає свою частку золота на навчання та планує збудувати нову, кращу, парову людину.

## Видання
- Beadle's American Novel No. 45, August 1868, featuring «The Steam Man of the Prairies» by Edward S. Ellis.
- Beadle's Half Dime Library Vol. 11 No. 271, October 3, 1882, featuring «The Huge Hunter; or, The Steam Man of the Prairies» by Edward S. Ellis.
- Beadle's Half Dime Library No. 1156, December 1904, featuring «The Huge Hunter; or, The Steam Man of the Prairies» by Edward S. Ellis.
- Beadle's New Dime Novels No. 591, January 27, 1885, featuring «The Huge Hunter; or, The Steam Man of the Prairies» by Edward S. Ellis.
- Beadle's Pocket Novels No. 40, January 4, 1876, featuring «The Huge Hunter; or, The Steam Man of the Prairies» by Edward S. Ellis.
- Frank Starr's American Novels No. 14, 1869, featuring «The Huge Hunter; or, The Steam Man of the Prairies» by Edward S. Ellis
- Pocket Library No. 245, September 19, 1888, featuring «Baldy's Boy Partner; or, Young Brainerd's Steam Man» by Edward S. Ellis.